# 伊勢原市指定文化財一覧
伊勢原市指定文化財一覧（いせはらししていぶんかざいいちらん）は、神奈川県伊勢原市指定の文化財や史跡等を一覧形式でまとめたものであるが、全てを掲載しているわけではない。

## 有形文化財

### 建造物
- 宝城坊の鐘堂 〔伊勢原市日向〕 1982年2月5日指定
- 石造多宝塔 〔伊勢原市下糟屋〕 1982年2月5日指定 ※普済寺所有
- 斎藤家住宅 〔伊勢原市三ノ宮〕 1988年4月30日指定
- 串橋中世石塔群〔(伝)善波太郎の墓〕 〔伊勢原市串橋字西町〕 2005年4月26日指定
- 日向渕ノ上石造五層塔 〔伊勢原市日向字渕ノ上〕 2005年4月26日指定

### 絵画
- 太田道灌画像 〔伊勢原市下糟屋〕 1977年5月25日指定 ※大慈寺所有
- 浄発願寺縁起絵巻 〔伊勢原市日向〕 1978年6月28日指定
- 浅岡篁城作下絵 〔伊勢原市大山〕 1982年2月5日指定

### 彫刻
- 釈迦涅槃像 〔伊勢原市大山〕 1977年5月25日指定 ※涅槃寺所有
- こま犬 〔伊勢原市三ノ宮〕 1977年5月25日指定 ※三之宮比々多神社所有
- 伝妙沢不動尊版木 〔伊勢原市日向〕 1978年10月31日指定 ※宝城坊所有
- 金剛力士像 〔伊勢原市日向〕 1982年2月5日指定 ※宝城坊所有
- 木造聖観音坐像 〔伊勢原市下糟屋〕 2000年10月23日指定 ※大慈寺所有
- 木造薬師如来坐像 〔伊勢原市善波〕 2000年10月23日指定 ※勝興寺所有

### 古文書
- 小稲葉村古文書 〔伊勢原市小稲葉〕 1982年2月5日指定 ※小稲葉児童館

### 考古資料
- 登尾山古墳出土品 〔伊勢原市三ノ宮〕 1982年2月5日指定 ※三之宮比々多神社所有
- 金銅単竜環把頭 〔伊勢原市三ノ宮〕 1982年2月5日指定 ※三之宮比々多神社所有
- 尾根山古墳出土品 〔伊勢原市三ノ宮〕 1988年4月30日指定 ※三之宮比々多神社所有
- 埒免古墳出土品 〔伊勢原市三ノ宮〕 1988年4月30日指定 ※三之宮比々多神社所有

## 民俗文化財

### 有形民俗文化財
- 六字名号雨乞軸 〔伊勢原市日向〕 1978年6月28日指定 ※浄発願寺所有
- 宮大工手中明王太郎関連資料 〔伊勢原市大山〕 1991年3月14日指定

### 無形民俗文化財
- 大山能狂言 〔伊勢原市大山〕 1978年6月28日指定 ※大山阿夫利神社

## 史跡、名勝、天然記念物

### 史跡
- 上杉館跡 〔伊勢原市上粕屋字立原〕 1969年2月27日指定
- 浄発願寺奥ノ院 〔伊勢原市日向字一ノ沢〕 1969年2月27日指定
- 一之坪条里制度遺跡 〔伊勢原市笠窪字一ノ坪、白根字市ノ坪〕 1969年2月27日指定
- 箕輪駅跡 〔伊勢原市笠窪字三ノ輪〕 1969年2月27日指定
- 下谷戸縄文遺跡環状列石及住居跡 〔伊勢原市三ノ宮〕 1969年2月27日指定 ※三之宮比々多神社
- 太田道灌の墓（洞昌院） 〔伊勢原市上粕屋〕 1969年2月27日指定
- 太田道灌の墓（大慈寺） 〔伊勢原市下糟屋〕 1969年2月27日指定
- 岡崎城跡 〔伊勢原市岡崎〕 1969年2月27日指定 ※無量寺
- 実蒔原古戦場 〔伊勢原市西富岡字北実蒔原〕 1969年2月27日指定
- 浄業寺跡 〔伊勢原市三ノ宮字竹之内〕 1969年2月27日指定
- 宝城坊境内 〔伊勢原市日向〕 1973年3月23日指定

### 名勝
- 日向渓谷 〔伊勢原市日向字寒沢上流〕 1964年5月2日指定
- 大山八段滝 〔伊勢原市大山字大山川〕 1964年5月2日指定

### 天然記念物
- 神代杉 〔伊勢原市善波三ツ沢河床〕 1969年2月27日指定